# Arrowhead Game Studios
Arrowhead Game Studios är ett svenskt företag som utvecklar datorspel. Företaget grundades 2009 och är mest känt för att ha utvecklat Magicka och Helldivers 2.

## Företagshistorik
Arrowhead Game Studios grundades 2009 i Skellefteå av en grupp studenter vid Luleå tekniska universitet.
En prototyp av företagets första spel, Magicka, vann utmärkelsen Årets spel på Swedish Game Awards 2008. Ett avtal skrevs med Paradox Interactive 2009 och Magicka släpptes 2011. Studion flyttade därefter till Stockholm.
Arrowheads femte spel, Helldivers 2 släpptes 8 februari 2024 och blev utgivaren Sonys dittills största PC-lansering.. I maj 2024 hade spelet sålts i 12 miljoner exemplar och blev det snabbast säljande Playstationspelet någonsin och Sonys mest framgångsrika Windowstitel.
22 maj 2024 meddelade dåvarande VD Johan Pilestedt att han lämnat VD-posten för att som Chief Creative Officer kunna fokusera på spelutveckling. Han efterträddes av Shams Jorjani som tidigare arbetat på Paradox Interactive.

## Ludografi
|      | Titel               | Genrer                                 | Utgivare                       | Platformar                                              | Ref    |
| ---- | ------------------- | -------------------------------------- | ------------------------------ | ------------------------------------------------------- | ------ |
| 2011 | Magicka             | Actionäventyr, Fantasy                 | Paradox Interactive            | Windows                                                 |        |
| 2013 | The Showdown Effect | Action                                 | Paradox Interactive            | Windows, OS X                                           |        |
| 2014 | Gauntlet            | Hack and slash, Dungeon crawl          | WB Games                       | Windows, Playstation 4                                  | [ 10 ] |
| 2015 | Helldivers          | Shoot 'em up, Science fiction          | Sony Interactive Entertainment | Windows, Playstation 3, Playstation 4, Playstation Vita | [ 11 ] |
| 2024 | Helldivers 2        | Tredjepersonsskjutare, Science fiction | Sony Interactive Entertainment | Windows, Playstation 5                                  | [ 12 ] |